# Emily Coutts
Emily Coutts (4 luglio 1989) è un'attrice canadese, nota per il personaggio di Keyla Detmer nella serie televisiva di fantascienza Star Trek: Discovery.
Emily Coutts ha scritto, prodotto e recitato in numerosi cortometraggi e film indipendenti.

## Biografia
Emily Coutts cresce in una piccola città vicino a Toronto. Ha iniziato lavorando come attrice musicale a Strattford, in Ontario, studiando in seguito alla York University, dove si laurea nel 2011 con un Bachelor of Fine Arts (BFA). Nel 2011 esordisce con un ruolo secondario nel thriller di Farhad Alizadeh Ahi, The Bright Side of the Moon. Cui fanno seguito diverse interpretazioni in cortometraggi e serie televisive. Nel 2014 ottiene un ruolo secondario nel film horror diretto da Guillermo del Toro, Crimson Peak, e un ruolo da protagonista nella commedia che ha anche scritto e prodotto, Barn Wedding, diretta da Shaun Benson (film entrambi usciti nel 2015).
Dal 2017 entra a far parte del cast della serie televisiva Star Trek: Discovery, sesta serie live action del franchise di fantascienza Star Trek e prequel della serie classica, ambientata anch'essa nel XXIII secolo. Emily Coutts vi interpreta la parte del tenente comandante Keyla Detmer, ufficiale di plancia e timoniere della USS Shenzou, prima, e della USS Discovery, una volta che la prima viene distrutta dai Klingon nel 2256 nella battaglia delle Stelle Binarie. Rimane a bordo della Discovery anche una volta che questa decide di intraprendere il viaggio che la porta nel futuro XXXII secolo.
Apparirà assieme a Melanie Leishman nella serie in fase di sviluppo Beattie & Mae, che ha contribuito a scrivere e produrre.

## Vita privata
Emily Coutts ha fatto coming out nel 2019 dichiarando di essere lesbica e rivelando che in questo ha contribuito la sua partecipazione a Star Trek: Discovery: leggendo la sceneggiatura del decimo episodio della seconda stagione, quando l'equipaggio della Discovery decide di unirsi a Michael Burnham (Sonequa Martin-Green) nel suo viaggio nel futuro, scegliendo così di lasciare la strada conosciuta per il bene superiore, è scoppiata in lacrime rendendosi conto di trovarsi nella stessa situazione e che era venuto il momento di uscire allo scoperto: «Questo è il punto in cui mi trovo nella mia vita in questo momento. Posso stare dove le cose sono più comode. Oppure posso andare e crescere, uscendo davvero allo scoperto, e dirlo a tutti, e celebrarlo, e andare nel futuro, qualunque cosa contenga.». Nell'agosto 2020 ha annunciato il suo fidanzamento con la sua ragazza, la produttrice Lexy Altman.

## Filmografia

### Attrice

#### Cinema
- The Bright Side of the Moon, regia di Farhad Alizadeh Ahi (2011)
- Bullet-Headed, regia di Zahra Golafshani - cortometraggio (2014)
- Poems of Winter and Cigarettes, regia di Sabereh Kashi - cortometraggio documentario (2014)
- Barn Wedding, regia di Shaun Benson (2015)
- Crimson Peak, regia di Guillermo del Toro (2015)
- As I Like Her, regia di Nicholas Paddison - cortometraggio (2015)
- Satisfaction, regia di Kat Webber - cortometraggio (2015)
- Can't Close a Painted Eye, regia di Suzette McCanny (2016)
- 3-Way (Not Calling), regia di Molly McGlynn - cortometraggio (2016)
- Cherry, regia di Julia Rowland - cortometraggio (2016)
- Come Back, regia di Hannah Emily Anderson e Aidan Shipley - cortometraggio (2017)
- Barbara-Anne, regia di Kat Webber - cortometraggio (2019)
- Goliath, regia di Luke Villemaire (2019)
- Eros, regia di Brendan Brady - cortometraggio (2020)
- Hazy Little Thing, regia di Sam Coyle (2020)
- Dear Jesus, regia di Kat Webber (2020)

#### Televisione
- The L.A. Complex - serie TV, episodio 2x01 (2012)
- Transporter: The Series - serie TV, episodio 1x02 (2012)
- The Next Step - serie TV, episodio 1x25 (2013)
- I misteri di Murdoch (Murdoch Mysteries) - serie TV, episodi 6x07-10x17 (2013-2017)
- Una festa di Natale da sogno (Best Christmas Party Eve), regia di John Bradshaw - film TV (2014)
- The Girlfriend Experience - serie TV, episodio 1x10 (2016)
- Dark Matter - serie TV, episodio 2x04 (2016)
- Star Trek: Discovery - serie TV, 49 episodi (2017-2022)
- Designated Survivor - serie TV, episodio 2x20 (2018)
- Canadian Film Fest Presented by Super Channel - serie TV, episodio 1x07 (2020)
- Clarice - serie TV, episodi 1x09-1x10 (2021)

### Doppiatrice
- Glowbies - serie TV, 26 episodi (2021) - Fifi
- Star Trek: Discovery Logs - webserie, episodi 1x15-2x19 (2021-2022) - Keyla Detmer

### Produttrice
- Barn Wedding, regia di Shaun Benson (2015)
- Dear Jesus, regia di Kat Webber (2020)

### Sceneggiatrice
- Barn Wedding, regia di Shaun Benson (2015)
- Dear Jesus, regia di Kat Webber (2020)

## Trasmissioni televisive
- Katie Chats (2015)
- ActEd Online (2015)
- After Trek (2018)
- Moments of Discovery (2019)
- The Ready Room (2020-2021)

## Teatro (parziale)
- Where's My Money?, Toronto Theater (2013)

## Riconoscimenti
- IGN Summer Movie Awards
  - 2019 – Candidatura come miglior cast per Star Trek: Discovery (condiviso con altri)

## Doppiatrici italiane
- Antonella Baldini in Star Trek: Discovery